# Neurochaeta prisca
Neurochaeta prisca är en tvåvingeart som beskrevs av Mcalpine 1978. Neurochaeta prisca ingår i släktet Neurochaeta och familjen Neurochaetidae.
Artens utbredningsområde är Zimbabwe. Inga underarter finns listade i Catalogue of Life.